# Amidá

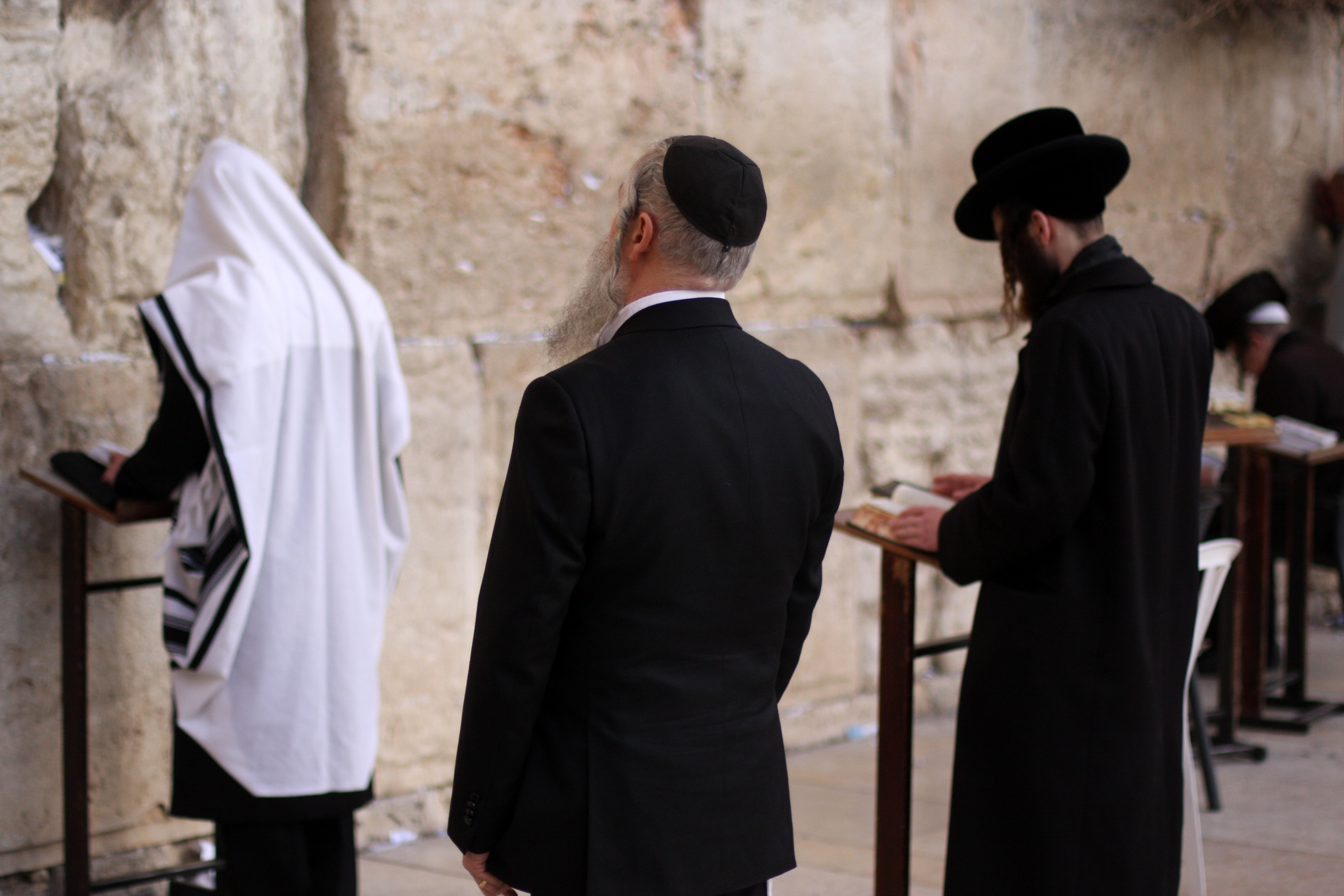
Judeus Ortodoxos rezando no Muro das Lamentações. A oração da Amidá deve ser realizada voltado a Israel. Quem vive em Israel deve orar voltado a Jerusalém. Quem vive em Jerusalém deve orar voltado ao Templo. E quem está no Templo (ou no Monte do Templo) deve orar voltado ao Lugar Santíssimo.

Amidá (Hebraico: תפילת העמידה, Tefilat HaAmidah, a "Oração de pé"), plural (Hebraico: עמידות, Amidot) também conhecida como (Hebraico: שמנה עשרה, Shmoneh Esreh, "As dezoito"), e no Talmud sendo chamada apenas de Tefilá (Hebraico: תפילה, literalmente Oração). Esta é a oração central da liturgia judaica. O termo significa "estar de pé", é uma referência ao fato de que se diz a oração de pé, com os pés juntos, olhando na direção de Jerusalém. Também é comumente chamada de Shmoneh Esreh (As Dezoito, em hebraico), por conter inicialmente dezoito orações. Por volta de 100 dC Samuel ha-Katan dirigido por Gamaliel II, chefe do Sinédrio em Yavneh decretou a inclusão de uma décima nona oração para que os cristãos primitivos (judeus nazarenos e judeus messiânicos) que frequentavam também nas sinagogas não pudessem recita-la já que esta oração adicional (que veio a se tornar a 12ª oração - ברכת המינים, Birkat HaMinim - Benção contra os Hereges) é contrária a seu credo, mas o nome acabou permanecendo como dezoito.
A Amidá é uma das orações encontrada no Sidur, o livro de orações judaico tradicional. Enquanto a oração central do Judaísmo ela é muitas vezes designada simplesmente como תפילה, tefila, "oração" na literatura rabínica. O tratado ברכות, Berakhot da primeira ordem da Mishná e do Talmude, סדר זרעים, Zeraim lida, entre outros temas, com a oração de Amidá. A obrigação de orar três vezes ao dia, que foi estabelecida por Esdras e codificada neste tratado, é cumprida recitando o Amidá.
Nos serviços diários, a Amidá costuma ser recitada após a Leitura do Shemá e suas Bençãos. Ela é recitada silenciosamente, e logo depois, o Chazan a repete em voz alta. Durante a repetição, alguns trechos que não foram mencionados durante a Oração silenciosa são mencionados, como a Kedushá, que precede a benção Kedushat Hashem (ver abaixo), uma prece que é recitada silenciosamente pela congregação durante a 18ª benção, e se recita a Benção Sacerdotal. Na recitação silenciosa, após recitar todas as 19 bençãos, é recitado um trecho do Tratado Berachot, com certas alterações no final.
A sua estrutura muda de comunidade para comunidade, mantendo a mesma essência para todas, e segue a mesma estrutura. A  Amidá é composta por três bençãos iniciais de louvor, 13 outras bençãos com diversos pedidos a Deus, e conclui com 3 bençãos de agradecimentos diversos. Em Shabat e em Festivais judaicos (Rosh Hashaná, Iom Kipúr, Sucót, Pêssach e Shavuot), esses 13 pedidos são substituidos por uma benção sobre a santidade do dia. Nesses mesmos dias (Shabat e Festivais), há uma oração adicional (Musaf, do hebraico מוסף, literalmente complemento), que descreve os sacrifícios especiais que eram trazidos nesses dias no Templo Sagrado.

## As bençãos

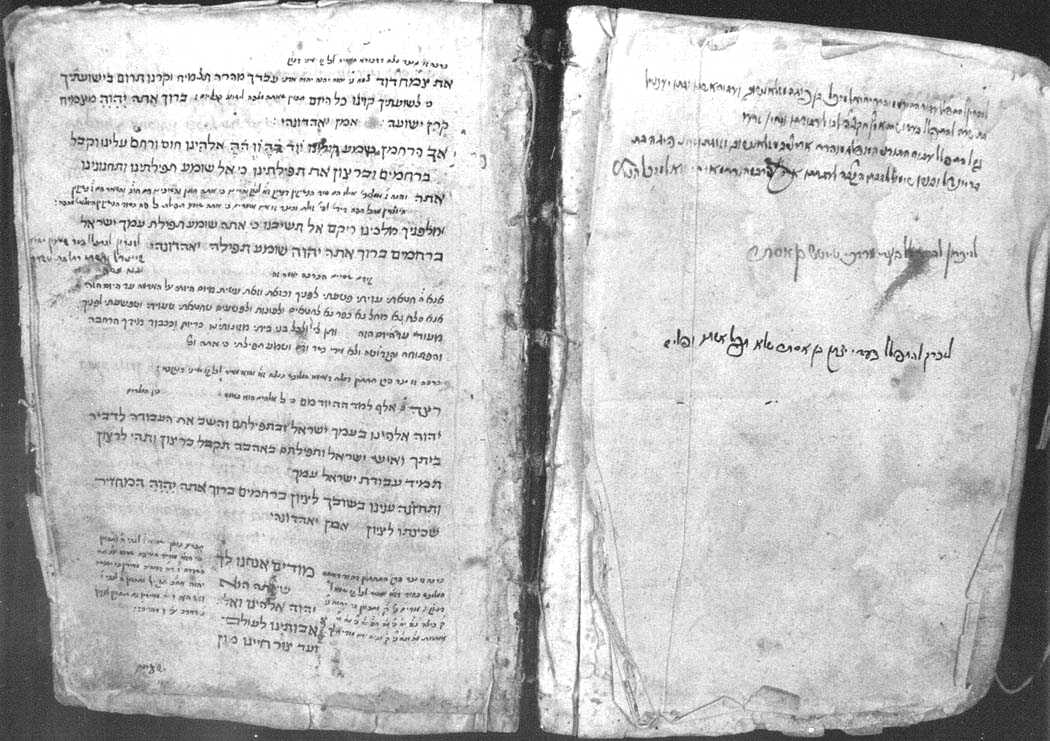
O Sidur do Baal Shem Tov (1698-1760), aberto nas páginas da Amidá

| Ordem | Benção                             | Tradução                        | Descrição |
| ----- | ---------------------------------- | ------------------------------- | --- |
| 1     | אבות, Avot                         | Ancestrais                      | Oferece louvor a Deus como o Deus dos patriarcas bíblicos. O Deus da história.                                                                                           |
| 2     | גבורות, Gevurot                    | Poder Divino                    | Oferece louvor a Deus por Seu poder e força. Aquele que ressuscita os mortos.                                                                                            |
| 3     | קדושת השם, Kedushat Hashem         | A santidade do Nome             | Oferece louvor pela santidade de Deus. |
| 4     | דעת, Dáat                          | Entendimento, compreensão       | Pede a Deus para que conceda sabedoria e entendimento. Deus é o gracioso doador do conhecimento.                                                                         |
| 5     | תשובה, Teshuvá                     | Retorno, arrependimento         | Pede a Deus para ajudar os judeus para voltar a uma vida baseada na Torá, e louva a Deus como um Deus de arrependimento. Deus é aquele que se delicia no arrependimento. |
| 6     | סְלִיחָה, Selichá                     | Perdão                          | Pede perdão por todos os pecados, e louva a Deus como sendo um Deus de perdão. Deus é aquele que é misericordioso e sempre pronto a perdoar.                             |
| 7     | גאולה, Geulá                       | Redenção                        | Oferece louvor a Deus como o salvador do povo de Israel. |
| 8     | רפואה, Refuá                       | Cura                            | Oração pedindo a Deus para curar os enfermos. |
| 9     | ברכת השנים, Bircat Hashanim        | Bênção dos anos                 | Pede a Deus para abençoar os frutos da terra. Um apelo por um ano próspero.                                                                                              |
| 10    | קיבוץ גלויות, Kibuts Galuiót       | Diásporas                       | Pede a Deus para permitir a reunião dos judeus dispersos no exílio, de volta à terra de Israel.                                                                          |
| 11    | ברכת הדין, Bircat HaDin            | Justiça                         | Pede a Deus para restaurar os juízes justos como nos dias antigos. |
| 12    | ברכת המינים, Bircat HaMinim        | Sectários, hereges, informantes | Pede a Deus para destruir aqueles em seitas heréticas, que difamam os judeus e que atuam como informantes contra os judeus.                                              |
| 13    | צדיקים, Tsadikim                   | Justos                          | Pede a Deus que tenha misericórdia de todos os que confiam nEle, e pede apoio para os justos.                                                                            |
| 14    | בניין ירושלים, Binián Ierushaláyim | Reconstrução de Jerusalém       | Pede a Deus para reconstruir Jerusalém e restaurar o reino de David. |
| 15    | ברכת דוד, Bircat David             | Bênção de Davi                  | Pede a Deus para trazer o descendente do Rei Davi, que será o Messias.                                                                                                   |
| 16    | שומע תפילה, Shomêa Tefilá          | Ouve as Orações                 | Pede a Deus para aceitar as nossas orações, para ter misericórdia e ser compassivo. Deus é aquele que ouve a oração.                                                     |
| 17    | עבודה, Avodá                       | Serviço                         | Pede a Deus para restaurar os serviços do Templo e serviços sacrificiais. Deus é aquele que restaura a presença divina de Sião                                           |
| 18    | הודאה, Hoda'á                      | Ação de graças                  | Esta é uma oração de ação de graças, agradecendo a Deus por nossas vidas, por nossas almas, e pelos milagres de Deus que estão conosco todos os dias                     |
| 19    | ברכת שלום, Bircat Shalom           | Benção pela paz                 | Esta é uma oração pela paz, bondade, bênçãos, bondade e compaixão |

## Shemoneh Esreh – Amidá – A Grande Oração

### אבות,Avot- Benção dos Patriarcas
Eterno, abre os meus lábios e minha boca proclamará o Louvor a Ti!
Bendito sejas Tu, Eterno, nosso Deus e Deus de nossos pais; Deus de Abraão, Deus de Isaac e Deus de Jacob, o Grande, o Poderoso e Temível Deus; Altíssimo Deus que outorga bondades, que tudo cria e que recorda os atos de bondade dos Patriarcas e que com grande amor fará vir um Redentor aos filhos de seus filhos, por amor do Seus nome.
Durante os Dez Dias de Penitência acrescente:
Lembre-se de nós para o resto da vida, Rei que deseja a vida; inscreva-nos no Livro da Vida, por Sua causa, ó Deus vivo.
Ó Rei, Auxiliador, Salvador e Escudo! Bendito sejas Tu, Eterno, Escudo de Abraão.

### גבורות,Gevurot- Benção do Todo-Poderoso
Tu, Eterno, és Poderoso para sempre; Tu ressuscitas os mortos; Tu és Poderoso para salvar.
No inverno: Tu fazes soprar o vento e cair a chuva.
No verão: Tu fazes cair o orvalho.
Tu sustentas os vivos com amorosa bondade, Tu ressuscitas os mortos com imensa misericórdia, amparas os que estão caindo, cura os doentes, libertas os cativos e cumpres a Tua promessa aos que dormem no pó. Quem é como Tu, ó Poderoso? E quem se compara a Ti? Ó Rei que os mortos ressucita e faz brotar a salvação.
Nos Dez Dias de Penitência: Quem é como tu, o Pai misericordioso, que se lembra de suas criaturas com piedade, para a vida,
Bendito sejas Tu, Eterno, que ressucitas os mortos.

### קְדֻשָּׁה,Kedushá- Santificão
Quando o Chazan repete Amidah, a Kedushá é recitada aqui.
Nós Te santificaremos e Te reverenciaremos, como a conversa agradável, da assembléia dos santos Serafim que recitam a santidade três vezes diante de Ti. E como está escrito pelo Teu profeta: E um chama ao outro e diz: Santo, Santo, Santo é o Senhor dos Exércitos. o mundo inteiro está cheio de Sua glória. Aqueles que os enfrentam louvam e dizem: Bendita seja a honra do Senhor desde o Seu lugar. E em Tuas santas palavras está escrito, declarando: O Senhor reinará para sempre, teu Deus, ó Sião, por cada geração, Aleluia. (Louvado seja Deus!)

### קדושת השם,Kedushat Hashem- Benção da Santificação de Deus
Tu és santo e Teu Nome é santo; e seres santos Te louvam diariamente por toda a eternidade (algumas comunidades sefaraditas adicionam: pois Tu, Deus, és Rei Grande e Santo). Bendito sejas Tu, Eterno, Deus santo (entre Rosh Hashaná e Iom Kipúr: O Rei Santo).

### דעת,Dáat- Benção da Sabedoria
Tu graciosamente dás o conhecimento ao homem e ensinas aos mortais a compreensão.
Na saída do Shabat: Você nos favoreceu de conhecer Sua Torá e nos ensinou a cumprir os estatutos de Sua vontade. Você fez uma distinção, Adonoy, nosso Deus, entre sagrado e profano, entre luz e trevas, entre Israel e os povos , entre o sétimo dia e os seis dias de trabalho. Nosso Pai, nosso Rei, comece para nós os dias que se aproximam de nós, em paz, desprovidos de todo pecado, e limpos de toda iniquidade, e devotados ao temor de Ti.
Concede-nos, graciosamente, de Ti, sabedoria, compreensão e conhecimento. Bendito sejas Tu, Eterno, que dás graciosamente o conhecimento.

### תשובה,Teshuvá- Benção do Arrependimento
Faze-nos retornar, nosso Pai, à Tua Torá;  aproxima-nos, nosso Rei, do Teu serviço e traze-nos de volta a Ti com arrependimento de todo coração. Bendito sejas Tu, Eterno, que desejas a penitência. (Teshuvá)

### סְלִיחָה,Selichá- Benção do Perdão
Perdoa-nos, nosso Pai,  pois temos pecado; redime-nos, nosso Rei, pois temos transgredido; pois Tu és um Deus bom e que desculpa. Bendito sejas Tu, Eterno, clemente que perdoa em abundância.

### גאולה,Ge’ulá- Benção da Redenção
Observa, por favor, nossa aflição e trava nossa batalha; redime-nos rapidamente pelo Teu  Nome, pois Tu és poderoso Deus redentor. Bendito sejas Tu, Eterno, Redentor de Israel.
Nos dias de jejum público (10 de Tevet, Jejum de Ester, 17 de Tamuz, Jejum de Guedalyá, e Tisha B'Av), o Chazan recita durante a repetição da Amidá.
עֲנֵנוּ, Anênu - Responde-nos, nosso Pai, responde-nos neste dia de convocação para jejum, porque estamos em grande aflição. Não dês atenção a nossa maldade, nem ignores o nosso pedido, ó nosso Rei! Por favor, estejas perto de nossas súplicas, mesmo antes que Te chamemos, Tu nos respondas e mesmo quando ainda estivermos falando, Tu ouves. Conforme esta escrito: "E será que mesmo antes de eles clamarem, Eu responderei, estando eles ainda falando, Eu ouvirei,". Porque Tu, ó Eterno, redimes e salvas e respondes e tens compaixão em todos os tempos de aflição e angústias. Bendito es Tu Eterno que responde o Teu povo em tempos de aflição.

### רפואה,Refuá- Benção da Cura
Cura-nos, Eterno, e seremos curados, salva-nos e seremos salvos; pois Tu é o nosso louvor. Concede cura e remédio total a todas as nossas feridas;  (Aqui pode pedir a cura de uma pessoa específica ou de mais de uma. A frase usa o nome judeu da pessoa e o nome de sua mãe judia, ex. Isaac filho de Sara)  pois Tu, Rei Todo-Poderoso, és Aquele que cura, fidedigno e misericordioso. Bendito sejas Tu, Eterno, que cura os enfermos de Teu Povo Israel.

### ברכת השנים,Bircat Hashanim- Benção do Sustento
Na tradição Asquenazes: Abençoa para nós, Eterno, nosso Deus, este ano e toda a variedade de sua colheita para o bem; e outorga
No Verão: ‘bênção’,
No Inverno; ‘orvalho e chuva para benção sobre a face da terra.
Sacia-nos com a Tua bondade e abençoa nosso ano como outros bons anos para benção; pois Tu és um Deus generoso que outorga bondade e abençoa os anos. Bendito sejas Tu, Eterno, que abençoa os anos.
Na tradição Sefarditas/ mizrahim: ( A um costume de mudar a benção completa, e não só algumas frases, como fazem os judeus asquenazitas)
No verão: Abençoe-nos, Eterno, nosso D'us, em todas as obras de nossas mãos e abençoe nossos anos com orvalho de favor, bênção e benevolência, e deixe seu fim ser com vida, e saciedade e paz, como os melhores anos de bênção, pois Tu és um D'us bom e benevolente e abençoas os anos. Bendito és Tu, Eterno, que abençoa os anos.
No inverno: Abençoe para nós, Eterno, nosso D'us, este ano, e todos os tipos de seus produtos para o bem, e forneça orvalho e chuva para bênção sobre toda a face da terra, e sacie a face da terra, e sacie o o mundo inteiro com o Teu bem, e enche as nossas mãos com as Tuas bênçãos e a riqueza dos dons das Tuas mãos. Proteja e salve este ano de qualquer coisa ruim, de qualquer tipo de destruição e de qualquer tipo de retribuição, e crie para ele uma boa esperança e um fim de paz. Tenha compaixão e misericórdia dele e de todos os seus produtos e frutos, e abençoe-o com chuvas de boa vontade, bênção e benevolência, e deixe seu fim ser com vida, e saciedade e paz, como os bons anos de bênção, pois Você é um D'us bom e benevolente e você abençoa os anos. Bendito és Tu, Eterno, que abençoa os anos.

### קיבוץ גלויות,Kibuts Galuiót- Benção da Reunião da Diáspora
Soe um grande Shofar , pela nossa liberdade, e levante uma bandeira para reunir nossos exilados, e reúna-nos rapidamente dos quatro cantos da terra para a nossa terra (de Israel). Bendito sejas Tu Eterno, que reúne os desalojados do Seu povo, Israel.

### ברכת הדין,Bircat HaDin- Benção do Retorno à Justiça
Restaure nossos juízes (do Sinédrio) como no início, e nossos conselheiros como no início, e remova de nós a tristeza e o gemido, e governe sobre nós rapidamente, somente você, Eterno, com benignidade e compaixão, com retidão e justiça. Bendito és Tu Eterno, Senhor, Rei que ama a retidão e a justiça. [Nos 10 dias de arrependimento, diga em vez disso: O rei, o juiz]

### ברכת המינים,Bircat HaMinim- Benção contra os Hereges
Que não haja esperança para os delatores e que todos os hereges e todos os perversos pereçam instantaneamente; que todos os inimigos de Teu Povo sejam rapidamente extirpados e que desarraigues, quebres, esmagues e subjugues o reinado da iniquidade rapidamente em nossos dias. Bendito sejas Tu, Eterno, que quebra os inimigos e subjuga os iníquos

### צדיקים,Tsadikim- Benção dos Justos
Que se despertem Tuas misericórdias, Eterno, nosso Deus, para os justos, devotos e anciãos de Teu povo, a Casa de Israel, para os remanescentes de seus sábios, justos prosélitos (convertidos) e para nós. Concede ampla recompensa a todos que verdadeiramente confiam em Teu nome, e coloca nosso destino junto a eles; que jamais sejamos envergonhados, pois depositamos confiança em Ti. Bendito sejas Tu, Eterno, suporte e segurança dos justos

### בניין ירושלים,Binián Ierushaláyim- Reconstrução de Jerusalém
E retorna com misericórdia a Jerusalém, Tua cidade, e mora nela como Tu prometeste; estabelece rapidamente o trono de David, Teu servo, e a reconstrói, breve em nossos dias, como uma edificação eterna. Bendito sejas Tu, Eterno, que reconstrói Jerusalém

### ברכת דוד,Bircat David- Benção do Messias, Filho de David
Faz o rebento de David, Teu servo, florescer rapidamente e aumenta o seu poder através de Tua salvação, pois por Tua salvação ansiamos todo o dia. Bendito sejas Tu, Eterno, que faz florescer o poder da salvação

### תפילה,Tefilá- Benção "Ouve as Orações"
Ouve nossa voz, Eterno, nosso Deus; misericordioso Pai, tem compaixão de nós e aceita nossas preces com misericórdia e favor, pois Tu és Deus que ouve as preces e as súplicas; não nos despeças de Ti de mãos vazias, nosso Rei,
- Em dias de jejum, os judeus asquenazes inserem Anênu nesta bênção durante Mincha. Os judeus sefarditas também o recitam durante o Shacharit, e os judeus iemenitas também o recitam no maariv antes de um dia de jejum.

pois Tu escutas as preces de todos. Bendito sejas Tu, Eterno, que ouve a prece

### עבודה,Avodá- Benção do Serviço
Observa favoravelmente, Eterno, nosso Deus, Teu povo Israel a atende sua prece; restaura o serviço ao Teu Santuário e aceita com amor e favor as oferendas de fogo (sacrifícios) de Israel e suas preces; e que o serviço de Teu Povo Israel seja sempre bem aceito.
Em Rosh Chodesh e Chol HaMoed:
Nosso Deus e Deus de nossos pais, que possa ascender, vir e alcançar, ser visto, aceito e ouvido, lembrado e lembrado diante de Ti, a lembrança e lembrança de nós, a lembrança de nossos pais, a lembrança de Mashiach , filho de Davi, teu servo, a lembrança de Jerusalém, tua cidade santa, e a lembrança de todo o teu povo, a casa de Israel, para libertação, bem-estar, graça, bondade, misericórdia, boa vida e paz, neste dia de
Em Rosh Chodesh: Rosh Chodesh
No feriado da Páscoa : o Festival de Matzot
No feriado de Sucot : o Festival de Sucot .
Lembre-se de nós neste [dia], Eterno nosso Deus, para sempre; lembre-se de nós neste [dia] para bênção; ajude-nos neste [dia] para uma boa vida. Com a promessa de libertação e compaixão, poupe-nos e tenha misericórdia de nós; tem misericórdia de nós e livra-nos; pois nossos olhos estão direcionados para Ti, pois Tu, Deus, és um Rei gracioso e misericordioso.
Que nossos olhos possam ver Teu retorno a Tsion misericordiosamente. Bendito sejas Tu, Eterno, que restaura Tua Presença Divina a Tsion

### הודאה,Hodaá- Benção de Louvor
Reconhecemos com gratidão que Tu és o Eterno, nosso Deus e o Deus de nossos pais, para todo sempre. És a força de nossa vida, o escudo de nossa salvação em toda geração. Te agradeceremos e relataremos Teu louvar à noite, de manhã e ao meio-dia, por nossas vidas que estão entregues a Tua mão, por nossas almas que estão depositadas em Ti, por Teus milagres que estão conosco diariamente e por Tuas maravilhas e benevolências a todo momento. Tu és Bom, pois Tuas misericórdias nunca cessam; e és o Misericordioso, pois Tuas bondades jamais terminam; porque sempre depositamos nossa esperança em Ti.
Em Chanucá e Purim , o seguinte é adicionado.
E [nós Te agradecemos] pelos milagres, pela redenção, pelos feitos poderosos, pelos atos salvadores e pelas maravilhas que Tu fizeste por nossos antepassados naqueles dias, neste tempo:
Em Chanucá continue aqui:
Nos dias de Matityahu , filho de Yochanan, o Sumo Sacerdote , o Hasmoneu e seus filhos, quando o perverso governo helênico se levantou contra o Teu povo Israel para fazê-los esquecer a Tua Torá e violar os decretos da Tua vontade. Mas Tu, em Tua abundante misericórdia, permaneceste ao lado deles no momento da sua angústia. Você travou suas batalhas, defendeu seus direitos e vingou o mal que lhes foi feito. Você entregou os poderosos nas mãos dos fracos, os muitos nas mãos de poucos, os impuros nas mãos dos puros, os ímpios nas mãos dos justos e os pecadores desenfreados nas mãos daqueles que se ocupam com a Tua Torá. Você fez um grande e santo nome para Si mesmo em Seu mundo e efetuou uma grande libertação e redenção para Seu povo até hoje. Então Teus filhos entraram no santuário de Tua Casa, limparam Teu Templo , purificaram Teu Santuário, acenderam luzes em Teus pátios sagrados e instituíram estes oito dias de Chanucá para dar graças e louvor ao Teu grande Nome.
Sobre Purim continue aqui:
Nos dias de Mordechai e Ester , em Susã, a capital, quando o ímpio Hamã se levantou contra eles e procurou destruir, massacrar e aniquilar todos os judeus, jovens e velhos, crianças e mulheres, num só dia, no décimo terceiro dia. do décimo segundo mês, o mês de Adar , e para levarem os seus despojos para saque. Mas Tu, em Tua misericórdia abundante, frustrou seu conselho e frustrou sua intenção, e fez com que o mal que ele planejava recairia sobre sua própria cabeça, e eles enforcaram ele e seus filhos na forca.
E, por tudo isto, que Teu Nome, nosso Rei, seja abençoado, exaltado e enaltecido, por toda a eternidade.
Durante os Dez Dias de Penitência acrescente:
Inscreva todos os filhos da Tua Aliança para uma vida boa.
E que todos os seres vivos Te agradeçam para sempre e louvem Teu grande Nome eternamente, pois Tu és bom. Eterno, Tu és nossa salvação e ajuda perpétua, ó Senhor benevolente. Bendito sejas Tu, Eterno, Benéfico é Teu Nome e a Ti é adequado agradecer.

### ברכת כהנים, Birkat Cohanin -Benção sacerdotal
- Após este ponto, Birkat Kohanim é recitado pelos Kohanim ou pelo Chazan durante sua repetição durante Shacharit e Musaf Amidah. Também é recitado durante Minchá em dias de jejum, e durante Mussaf quando aplicável e Neilah em Yom Kippur .

Bendito es Tu Eterno, nosso Deus, Rei do Universo, Que nos santificou com a santidade de Aarão e nos ordenou a abençõar Seu povo, Israel, com amor.
O Chazan dita e os cohanim repetem:
Que o Eterno te abençoe e te guarde.
Que o Eterno resplandeça o Seu rosto sobre ti e te agrecie.
Que o Eterno dirija o Seu rosto a ti e estabeleça sobre ti a paz.
Na ausencia de 10 Cohanim, acima de 13 anos, o chazan recita;
Ó nosso Deus e Deus de nosso pais, abençoan-os com a tríplice benção mencionada na torah, escrita pelas mãos de Moises, teu servo, e pronunciada pela boca de Aarão e seus filhos, os cohanim, Teu agrado povo como foi mencionado:
Que o Eterno te abençoe e te guarde. (A congregação diz: "Que assim seja Sua vontade").
Que o Eterno resplandeça o Seu rosto sobre ti e te agrecie. (A congregação diz: "Que assim seja Sua vontade").
Que o Eterno dirija o Seu rosto a ti e estabeleça sobre ti a paz. (A congregação diz: "Que assim seja Sua vontade").
E eles colocarão o Meu Nome sobre os filhos de Israel e Eu os abençoarei.

### ברכת שלום, Bircat Hashalom -Benção da Paz
Conceda a paz, bem-estar, bênção, graça, bondade e misericórdia para nós, e a todo o Israel, teu povo. Abençoa-nos, ó nosso Pai, a todos nós, com a luz da tua face, pois, à luz de Tua face deu-nos, Eterno nosso Deus, a Torá viva e amor e benevolência, e justiça, e bênção, e misericórdia e vida e paz. E que seja bom aos teus olhos para abençoar-nos e abençoar o teu povo Israel em todos os momentos e em todas as horas com a tua paz.
Durante os Dez Dias de Penitência acrescente: E no Livro da vida, bênção, paz e prosperidade, libertação, consolação e decretos favoráveis, que nós e todo o Teu povo, a Casa de Israel, sejamos lembrados e inscritos diante de Ti para uma vida feliz e para paz.
Bendito és Tu, ó Eterno, que abençoas o teu povo Israel com paz.

### Orações Finais:
Meu Deus, guarda a minha língua e os meus lábios de falarem enganos, e para aqueles que me amaldiçoam deixa a minha alma calada, e como pó para todos. Abra meu coração em Tua Torá, e depois de Teus mandamentos, deixe-me [minha alma] prosseguir. Quanto àqueles que pensam mal de mim, rapidamente frustram seus conselhos e destroem suas conspirações. Faça [isso] por causa do Teu nome, faça isso por causa da Tua destra, faça isso por causa da Tua santidade, faça isso por causa da Tua Torá. Para que Teus amados possam se alegrar, que Tua destra traga ajuda [salvação] e me responda...
Neste ponto, alguns dizem um versículo bíblico relacionado ao(s) seu(s) nome(s). Por exemplo, alguém chamado Leah poderia dizer Salmos 3:9 , já que tanto Leah quanto este versículo começam com a letra Lamed e terminam com Hay . Esta prática é registrada pela primeira vez no século XVI, e foi popularizada pela Selá .
Em seguida, o Salmo 19:15, é recitado: "Seja agradáveis as palavras de minha boca e a meditação do meu coração perante a tua face, Eterno, minha rocha e meu redentor"
Três passos para trás são seguidos por uma oração de acompanhamento:
- A corrente principal do Judaísmo Ortodoxo Ashkenazi também adiciona a seguinte oração à conclusão de cada Amidah :

Na tradição asquenazita: o indivíduo deve dar tês passos para trás, curvado, e ele deve virar sua cabeça para a esquerda dizendo: "A quele que faz a paz nos céus", incline-se para a frente, dizendo: "que Ele", vire a cabeça para a direita, dizendo: "e faças as pazes para nós"; e finalmente inclina-se para a frente, dizendo: "e por todo Israel, e dizei: Amén".Que seja a tua vontade, ó meu Deus e Deus de meus pais, que o Templo seja reconstruído rapidamente em nossos dias, e nos dê nossa porção em sua Torá , e lá te adoraremos com reverência como nos dias antigos e nos anos anteriores. E que a oferta Mincha de Judá e Jerusalém seja agradável a Deus, como nos dias antigos e nos anos anteriores.
- Muitos livros de orações sefarditas acrescentam correspondentemente:

Na tradição Sefardita: Enquanto inclinado, vire para seu lado esquerdo e recite “Aquele Que estabelece paz nos céus" incline para a direita e diga “Ele, com Sua misericórdia estabeleça paz sobre nós" curve-se para a frente e diga “e sobre todo o Seu povo Israel; e dizei amen."Que seja a tua vontade, ó meu Deus e Deus de meus pais, que reconstruas rapidamente o Templo em nossos dias, e nos dê nossa porção em sua Torá , para que possamos cumprir seus estatutos e fazer sua vontade e servi-lo com todo o nosso coração.
Muitos também costumam adicionar orações pessoais individuais como parte da recitação silenciosa da Amidá . Rabino Shimon Bar Yohai desencoraja orar mecanicamente: "Mas faça de sua oração um pedido de misericórdia e compaixão diante do Ominipresente."  Algumas autoridades incentivam o adorador a dizer sempre algo novo em sua oração.

### A repetição
No culto público Ortodoxo e Conservador (Masorti), a Amidá é primeiro rezada silenciosamente pela congregação; é então repetido em voz alta pelo chazan (leitor), exceto na Amidá da noite ou quando um minyan não está presente. A congregação responde " Amém " a cada bênção, e muitos recitam " Baruch Hu Uvaruch Shemo " ("Bendito seja Ele e bendito seja Seu Nome") quando o chazan invoca o nome de Deus na assinatura "Bendito sejas, ó Senhor... " Alguns dizem que se não houver seis membros do minyan respondendo "Amém", a bênção do chazzan é considerada em vão.
O propósito original da repetição era permitir que indivíduos que não conheciam o texto da oração fossem incluídos na Amidá do chazzan , respondendo "Amém".

#### Repetição abreviada
A recitação pública da Amidá às vezes é abreviada, com as três primeiras bênçãos (incluindo a Kedushah ) ditas em voz alta e as restantes em voz baixa. A repetição silenciosa da Amidá pelo indivíduo é dita depois, não antes. Esta prática é comumente referida como heikha kedushah ( iídiche : הויכע קדושה , lit. "alto (alto) kedushah"), ou em hebraico moderno como mincha ketzarah (hebraico מנחה קצרה, lit. " mincha curto "),  ou às vezes como bekol ram (hebraico בקול רם, lit. "em voz alta"). Ocasionalmente é realizado em orações ortodoxas (em algumas comunidades é costume que a mincha seja recitada desta forma), e mais comum em congregações conservadoras e reformistas. Existem vários costumes sobre como exatamente essa prática é realizada.

## Forma de oração
As muitas leis relativas ao modo de oração da Amidá são projetadas para focar a concentração enquanto suplicamos a Deus.

### Concentração
A oração no Judaísmo é chamada de avodah shebalev ("serviço do coração"). Assim, a oração só tem sentido se focarmos a emoção e a intenção, kavanah , nas palavras das orações. O Shulchan Aruch aconselha, portanto, que se ore usando uma tradução que se possa entender, embora seja ideal aprender o significado da liturgia hebraica.
Halakhah exige que a primeira bênção da Amidá seja dita com intenção; se for dito apenas de cor, deve ser repetido com intenção. Moses Isserles (século XVI) escreveu que isso não é mais necessário, porque “hoje em dia... mesmo na repetição é provável que ele não tenha intenção”.  A penúltima bênção de Hoda'ah também tem alta prioridade para kavanah .
Quando a Amidá é dita para si mesmo na presença de outras pessoas, muitos judeus que usam um talit (xale de oração) colocam o talit sobre a cabeça, permitindo que seu campo de visão se concentre apenas em seu sidur e em sua oração pessoal.

### Interrupções
Interromper a Amidah é proibido. As únicas exceções são em casos de perigo ou para fazer necessidades. (kitzur shulchan Aruch - cap. 18 leis de shemoneh esreh)  Existem também halakhot para evitar a interrupção da Amidá de outras pessoas; por exemplo, é proibido sentar-se ao lado de alguém orando ou andar a menos de quatro amot ( côvados ) de alguém orando.

### Oração silenciosa
A diretriz da oração silenciosa vem do comportamento de Ana durante a oração, quando ela orou no Templo para ter um filho.  Ela orou "falando de coração", para que ninguém mais pudesse ouvir, mas seus lábios se moviam. Portanto, ao dizer a Amidá, a voz deve ser audível para si mesmo, mas não alta o suficiente para que os outros ouçam.

### Em pé
O nome "Amidah", que literalmente é o gerúndio hebraico de "em pé", vem do fato de o adorador recitar a oração em pé com os pés firmemente juntos. Isso é feito para imitar os anjos, que Ezequiel percebeu como tendo “uma perna esticada”.  À medida que os adoradores se dirigem à Presença Divina, eles devem remover todos os pensamentos materiais de suas mentes, assim como os anjos são seres puramente espirituais. Na mesma linha, o Tiferet Yisrael explica em seu comentário, Boaz, que a Amidá é assim chamada porque ajuda a pessoa a concentrar seus pensamentos. Por natureza, o cérebro de uma pessoa é ativo e errante. A Amidah coloca tudo em foco.
O Talmud diz que quem está montando um animal ou sentado em um barco (ou por extensão moderna, voando em um avião) pode recitar a Amidá sentado, pois a precariedade de ficar em pé perturbaria o foco.

### Rumo a Jerusalém
A Amidá é preferencialmente dita voltada para Jerusalém , conforme sugerido pela oração de Salomão :
Toda oração, toda súplica que qualquer pessoa do Teu povo Israel fizer, quando conhecer a aflição pessoal de seu coração, ele estenderá as mãos para este Templo . 
O Talmud registra o seguinte Baraita sobre este tópico:
Um homem cego, ou alguém que não consegue orientar-se, deve dirigir o seu coração para o seu Pai Celestial, como é dito: “Eles orarão ao Senhor” (I Reis 8). Aquele que está na diáspora deve encarar a Terra de Israel, como está dito: “Eles orarão a Ti através de sua Terra” (ibid). Aquele que estiver na Terra de Israel deve ficar de frente para Jerusalém, como está dito: “Eles orarão ao Senhor pelo caminho da cidade” (ibid). Aquele que está em Jerusalém deve ficar de frente para o Templo. ... Aquele que está no Templo deve ficar de frente para o Santo dos Santos . ... Aquele que está no Santo dos Santos deve ficar de frente para a Tampa da Arca. ... Verifica-se, portanto, que toda a nação de Israel dirige suas orações para um único local. 
Enquanto muitos judeus calculam a direção para Jerusalém em termos de uma linha reta simples no mapa ( linha de rumo ), algumas autoridades da halakha determinam que se deve seguir uma rota de grande círculo para Jerusalém, que é mais direta.  Na prática, muitas sinagogas não estão voltadas exatamente para Israel ou Jerusalém. Fontes discordam se é ou não necessário calcular a direção com precisão e, em qualquer caso, não se deve ficar de frente para Jerusalém se isso significar virar as costas para a arca da Torá.  

### Três etapas
Existem vários costumes relacionados a dar três passos para trás (e depois para frente) antes de recitar a Amidá , e da mesma forma depois da Amidá . Antes de recitar a Amidá , é costume que Ashkenazim dê três passos para trás e depois três passos para frente. Os passos para trás no início representam retirar a atenção do mundo material e depois dar um passo à frente para se aproximar simbolicamente do Rei dos Reis. A Mekhilta observa que o significado dos três passos se baseia nas três barreiras que Moisés teve que passar no Sinai antes de entrar no reino de Deus.  A Mishná Berurah escreveu que apenas os passos à frente são necessários, enquanto os passos para trás são um costume predominante.  Não é costume dos sefarditas dar um passo para trás ou para frente antes de recitar a Amidá .
A menção de dar três passos para trás, ao terminar a meditação final após a Amidá , é encontrada tanto nos siddurim Ashkenaz quanto nos Sefarditas/ Edot HaMizrach .
Alguém dá três passos para trás ao terminar a meditação final após a Amidá , e então diz, enquanto se curva para a esquerda, para a direita e para a frente: "Aquele que faz a paz nos céus, que Ele faça a paz para nós e para todo o Israel, e digamos , Amém." Muitos têm o costume de permanecer parados até imediatamente antes do chazan chegar à Kedusha , e então dar três passos à frente. O Talmud entende isso como um lembrete da prática no Templo de Jerusalém, quando aqueles que ofereciam os sacrifícios diários andavam de costas para o altar após terminarem. Ele também compara a prática ao afastamento respeitoso de um aluno em relação ao professor.

### Curvando-se
O adorador se curva em quatro pontos da Amidá : no início e no final de duas bênçãos, Avot e Hoda'ah . É costume dos Ashkenazim dobrar os joelhos ao dizer "Abençoado", depois se curvar para "você é" e se endireitar ao dizer "Ó Senhor". (No início de Hoda'ah , em vez disso, a pessoa se curva enquanto diz as palavras iniciais "Somos gratos a Ti" sem dobrar os joelhos.) A razão para este procedimento é que a palavra hebraica para "abençoado" ( baruch ) está relacionada a "joelho" ( berech ); enquanto o versículo nos Salmos afirma: "O Senhor endireita os curvados."  Em cada uma dessas reverências, deve-se curvar-se até que as vértebras se projetem das costas; alguém fisicamente incapaz de fazê-lo basta balançar a cabeça.  Não é costume dos sefarditas dobrar os joelhos durante a Amidá .
Durante certas partes da Amidá dita em Rosh Hashaná e Yom Kippur , incluindo o Yom Kippur Avodah , os judeus Ashkenazi tradicionalmente se ajoelham no chão e curvam a parte superior do corpo como um arco, semelhante à prática muçulmana de sujud. Existem algumas variações nos costumes Ashkenazi quanto ao tempo que alguém permanece nesta posição. Alguns membros do movimento Dor Daim também se curvam dessa maneira em suas orações diárias da Amidá .

## Amidotespecial

### Shabat
No Shabat , as 13 bênçãos intermediárias da Amidá são substituídas por uma, conhecida como Kedushat haYom ("santidade do dia"), de modo que cada Amidá do Shabat é composta por sete bênçãos.  O Kedushat haYom tem uma porção introdutória, que no sábado é variada para cada um dos quatro serviços, e uma curta porção final, que é constante:
Nosso Deus e Deus dos nossos Antepassados! Fique satisfeito com o nosso descanso; santifica-nos com os Teus mandamentos, dá-nos uma participação na Tua Torá, sacia-nos com a Tua generosidade e alegra-nos com a Tua salvação. Limpe nossos corações para servi-lo em verdade: deixe-nos herdar, ó Senhor nosso Deus, com amor e favor, o seu santo sábado, e que Israel, que ama o seu nome, descanse nele. Louvado sejas Tu, Senhor, que santifica o sábado. 
Na véspera do sábado, depois que a congregação leu a Amidá calmamente, o leitor repete em voz alta o Me'ein Sheva' , ou resumo das sete bênçãos.  A congregação então continua:
Escudo dos pais pela Sua palavra, que revive os mortos pela Sua ordem, o Deus santo a quem ninguém é semelhante; que faz com que Seu povo descanse em Seu santo sábado, pois neles Ele se deleitou em fazê-los descansar. Diante Dele adoraremos com reverência e temor. Renderemos graças ao Seu nome todos os dias constantemente na forma das bênçãos. Deus dos louvores, Senhor da paz, que santifica o sábado e abençoa o sétimo [dia], e faz com que as pessoas que estão cheias do deleite do sábado descansem, como um memorial da obra no início da Criação. 

### Festivais
Nos festivais , como no Shabat, as 13 bênçãos intermediárias são substituídas por uma única bênção relativa à oração da "Santificação do Dia". No entanto, o texto desta bênção difere do Shabat. A primeira seção é constante em todos os feriados:
Você nos escolheu entre todas as nações, você nos amou e se agradou de nós; Tu nos elevaste acima de todas as línguas, e nos santificaste com Teus mandamentos, e nos trouxeste, ó nosso Rei, ao Teu serviço, e pronunciaste sobre nós o Teu grande e santo nome.
Segue um parágrafo nomeando o festival e seu caráter especial.
Se o sábado coincidir com um festival, a bênção do festival é recitada, mas com acréscimos especiais relativos ao Shabat.

### Mussaf
No Shabat , nos festivais (ou seja, no Yom Tov e no Chol HaMoed ) e no Rosh Chodesh , uma quarta oração da Amidá é recitada, intitulada Mussaf ("adicional"). Como o Shacharit e o Mincha Amidah , é recitado silenciosamente e repetido pelo Leitor.
A Mussaf Amidah começa com as mesmas três primeiras e termina com as mesmas três últimas bênçãos da Amidah regular . No lugar das 13 bênçãos intermediárias do serviço diário, é acrescentada uma única bênção, relativa ao feriado. (O Mussaf Amidah em Rosh Hashanah é único porque, além das 3 primeiras e últimas bênçãos, contém 3 bênçãos centrais perfazendo um total de 9.)
Historicamente (e atualmente nos cultos ortodoxos), a bênção do meio concentra-se no sacrifício especial de Mussaf que foi oferecido no Templo de Jerusalém , e contém um apelo para a construção de um Terceiro Templo e a restauração do culto sacrificial. Nos tempos modernos, alguns movimentos não-ortodoxos modificaram o texto de Mussaf, ou então o omitiram completamente.

### Ne'ila
Uma quinta Amidá (além de Ma'ariv , Shacharit , Mussaf e Mincha ) é recitada e repetida no encerramento do Yom Kippur . A congregação tradicionalmente fica de pé durante toda a repetição desta oração, que contém uma variedade de acréscimos confessionais e suplicantes. No costume Ashkenazi, é também a única vez que a oração Avinu Malkeinu é dita no Shabat, caso Yom Kippur caia no Shabat.

### Amidahtruncada (Havineinu)
A Mishná (Brachot 4:3) e o Talmud (Brachot 29a) mencionam a opção de dizer uma versão truncada da Amidá , se alguém estiver com pressa ou sob pressão. Consiste em apenas sete bênçãos - as três primeiras e as três últimas usuais, e uma bênção intermediária com o nome de sua primeira palavra, Havineinu .

## Mudanças sazonais

### Orações por chuva e orvalho
Devido à importância das chuvas de inverno para a agricultura em Israel, duas bênçãos são alteradas no outono e no inverno para se referirem à chuva.

#### Mencionando chuva
Entre os feriados de Shemini Atzeret e Páscoa , respectivamente,  o "poder de [fornecer] chuva" de Deus ( גבורות גשמים ‎) é mencionado na segunda bênção da Amidá ( Gevurot ). Isso é feito inserindo a frase " משיב הרוח ומוריד הגשם ‎" ("Ele [Deus] faz o vento soprar e a chuva cair"). O mais proeminente dos poderes de Deus mencionado nesta bênção é a ressurreição dos mortos. A chuva é mencionada aqui porque a provisão de chuva por Deus é considerada uma manifestação tão grande de Seu poder quanto a ressurreição. [ carece de fontes ]
A chuva não é mencionada na primavera e no verão, quando não chove em Israel. No entanto, dada a importância da umidade durante o verão seco de Israel, muitas versões da liturgia inserem a frase " מוריד הטל ‎", "Ele faz cair o orvalho", durante cada Amidá da metade seca do ano.
No Shemini Atzeret e na Páscoa, orações estendidas especiais para chuva ou orvalho (conhecidas como Tefillat Geshem e Tefillat Tal respectivamente) são recitadas para introduzir a mudança na Amidá . Na tradição Ashkenazic, ambas as orações são recitadas pelo Leitor durante a repetição do Mussaf Amidah . A tradição sefardita, que proíbe tais acréscimos, coloca-os antes do Mussaf Amidah . A mudança é feita nestes feriados porque são dias de grande alegria e porque são dias de grande participação nas orações públicas. Portanto, a mudança sazonal na linguagem das orações é imediata e amplamente divulgada. [ carece de fontes ]

#### Solicitando chuva
Um "pedido" ou oração por chuva ( שאלת גשמים ‎) também é recitado no inverno, embora por um período mais curto. Em Israel (e entre os judeus em Djerba  ), esta recitação começa no dia 7 de Cheshvan . O atraso de 15 dias entre Shemini Atzeret e 7 Cheshvan foi instituído para que os visitantes do Templo em Jerusalém pudessem chegar em casa antes do início das orações pela chuva, pois a chuva interferiria em sua jornada.  Em outros lugares, fora de Israel, esta temporada é definida como começando no 60º dia após o equinócio de outono (" Tekufat Tishrei ") - geralmente 4 de dezembro. Em todos os casos, a recitação termina na Páscoa.

O pedido de chuva é feito na nona bênção do dia da semana Amidá . No costume Ashkenazi, isso é feito pela inserção das palavras "que você conceda orvalho e chuva" nesta bênção. Nos rituais judaicos sefarditas e iemenitas , a bênção muda de forma mais dramática. Durante a estação seca, a bênção tem a seguinte forma:
Abençoe-nos, nosso Pai, em todo o trabalho de nossas mãos, e abençoe nosso ano com orvalhos graciosos, abençoados e gentis: seja seu resultado vida, abundância e paz como nos bons anos, pois Tu, ó Eterno, és bom e faz o bem e abençoa os anos. Bendito sejas Tu, ó Eterno, que abençoa os anos.
Na estação chuvosa, o texto é alterado para:
Abençoe-nos, ó Eterno nosso Deus, este ano e todos os tipos de seus produtos para o bem, e conceda orvalho e chuva para bênção em toda a face da terra; e torna abundante a face do mundo e cumpre toda a Tua bondade. Encha nossas mãos com Tuas bênçãos e com a riqueza dos dons de Tuas mãos. Preserve e salve este ano de todo mal e de todos os tipos de destruidores e de todos os tipos de castigos: e estabeleça para ele a boa esperança e como resultado a paz. Poupe-o e tenha misericórdia dele e de toda a sua colheita e dos seus frutos, e abençoe-o com chuvas de favor, bênção e generosidade; e que seu resultado seja vida, abundância e paz, como nos abençoados anos bons; pois Tu, ó Eterno, és bom e fazes o bem e abençoas os anos. Bendito sejas Tu, ó Eterno, que abençoa os anos.

### Conclusão do Shabat e festivais
No Maariv Amidah após a conclusão de um Shabat ou Yom Tov , um parágrafo começando com Atah Chonantanu ("Você nos concedeu...") é inserido na quarta bênção de Binah da Amidah do dia da semana . O parágrafo agradece a Deus pela capacidade de separar entre o sagrado e o mundano, parafraseando os conceitos encontrados na cerimônia da Havdalá . Na verdade, o Talmud ensina que se este parágrafo for esquecido, a Amidá não precisa ser repetida, porque a Havdalá será dita mais tarde com vinho. Uma vez dito Atah Chonantanu , o trabalho proibido no dia sagrado torna-se permitido porque a separação do dia sagrado foi estabelecida.

### Os Dez Dias de Arrependimento
Durante os Dez Dias de Arrependimento entre Rosh Hashaná e Yom Kippur , linhas adicionais são inseridas na primeira, na segunda, na penúltima e na última bênção de todos os Amidot . Estas linhas invocam a misericórdia de Deus e rezam pela inscrição no Livro da Vida . Em muitas comunidades, quando o chazan chega a esses versos durante sua repetição, ele faz uma pausa e a congregação recita os versos diante dele. Durante a recitação final da Amidá em Yom Kippur, a oração é ligeiramente modificada para ser "selar-nos" no livro da vida, em vez de "escrever-nos".
Além disso, as assinaturas de duas bênçãos são alteradas para refletir o elevado reconhecimento da soberania de Deus na época. Na terceira bênção, a assinatura "Bendito sejas, ó Senhor, o Santo Deus" é substituída por "Bendito sejas, ó Senhor, o Santo Rei". Nos dias de semana, a assinatura da décima primeira bênção é alterada de "Bendito és Tu, ó Senhor, Rei que ama a justiça e o julgamento" para "Bendito és Tu, ó Senhor, o Rei do julgamento". Em muitas comunidades Ashkenazitas, também é costume concluir a última bênção "Bem-aventurado és Tu, ó Senhor, que faz a paz" em vez de "Bem-aventurado és Tu, ó Senhor, que abençoa o Seu povo com a paz".

### Dias de Jejum
Nos dias de jejum público , orações especiais por misericórdia são acrescentadas à Amidá . Existem três costumes quanto às orações que os indivíduos recitam o texto de Aneinu sem sua assinatura na bênção de Shomea Tefillah :
- De acordo com o costume iemenita (baseado no costume dos Gaonim), é recitado em Shacharit e Mincha do jejum, bem como em Maariv na noite anterior ao jejum.
- Segundo o costume sefardita, é recitado em Shacharit e Mincha;  e em Tisha Bav, quando o jejum começa à noite, também é recitado em Maariv (efetivamente tornando este o mesmo costume anterior quando se trata de Tisha Bav).
- De acordo com o costume asquenazita, é recitado por indivíduos apenas em Mincha.

Em todos os costumes, o chazzan adiciona Aneinu como bênção adicional em sua repetição logo após a bênção de Geulah , conhecida por sua primeira palavra Aneinu ("Responda-nos") tanto em Shacharit quanto em Mincha. A bênção termina com a assinatura "Bendito és tu, ó Senhor, que responde [alguns dizem: à Sua nação Israel] em tempos de angústia." Além disso, de acordo com o costume original, Selichot são recitados no meio da bênção do perdão durante a repetição do Chazan.
No mincha, as comunidades Ashkenazim que dizem a versão "Shalom Rav" da bênção Shalom em Minchah e Maariv dizem o "Sim Shalom" neste Minchah. O chazan também diz a bênção sacerdotal antes de Shalom como faria em Shacharit, ao contrário do Minchah habitual dos dias da semana, quando a bênção sacerdotal não é dita em Mincha; em muitas comunidades onde os Kohanim recitam Birkat Kohanim diariamente, isso também é recitado agora, especialmente se Mincha for recitado no final do dia.
Em Tisha B'Av em Minchá, Ashkenazim adiciona uma oração que começa com Nachem ("Console...") até a conclusão da bênção Binyan Yerushalayim , elaborando sobre o estado triste do Templo em Jerusalém . A assinatura final da bênção também é estendida para dizer "Bendito sejas Tu, Senhor, que consola Sião e edifica Jerusalém." Em outras tradições, é dito em todos os Amidot de Tisha B'av, ou não é incluído de forma alguma.

### Ya'aleh VeYavo
Em Chol HaMoed e Rosh Chodesh , a oração Ya'aleh Veyavo ("Que [nossa lembrança] surja e seja vista...") é inserida na bênção de Avodah . Ya'aleh Veyavo também é dito na bênção Kedushat HaYom do Festival Amidah e no Birkat HaMazon . Uma frase da oração varia de acordo com o feriado do dia, mencionando-o pelo nome. Muitas vezes, a primeira linha é pronunciada em voz alta para que os outros se lembrem da mudança.

### Al HaNissim
Em Chanuca e Purim , os Amidot dos dias da semana são recitados, mas um parágrafo especial é inserido na bênção de Hoda'ah . O parágrafo de cada feriado relata o contexto histórico daquele feriado, agradecendo a Deus por sua salvação. Ambos os parágrafos são prefaciados pela mesma linha de abertura: "[Nós Te agradecemos] pelos feitos milagrosos ( Al HaNissim ) e pela redenção e pelos feitos poderosos e pelos atos salvadores realizados por Ti, bem como pelas guerras que Tu travaste para nossos ancestrais nos tempos antigos nesta época."